# 南极领地

南极洲的领土主张地图，包括未被声称的部分玛丽·伯德地和埃尔斯沃斯地。
阿根廷
澳大利亚
智利
法国
新西兰
挪威
英国

南极领地是指各国宣布在南极洲拥有主权的领土。这些国家通常将在南极大陆的领土与南纬40度以南的岛屿并称为南极领地或南方领地。1961年《南極條約》冻结了各国对南纬60度以南的南极洲大陆及属岛的领土要求。但对南纬40度至60度之间的高纬度岛屿未作裁决，主张国对这些岛屿的主权得到大多数国家的承认。

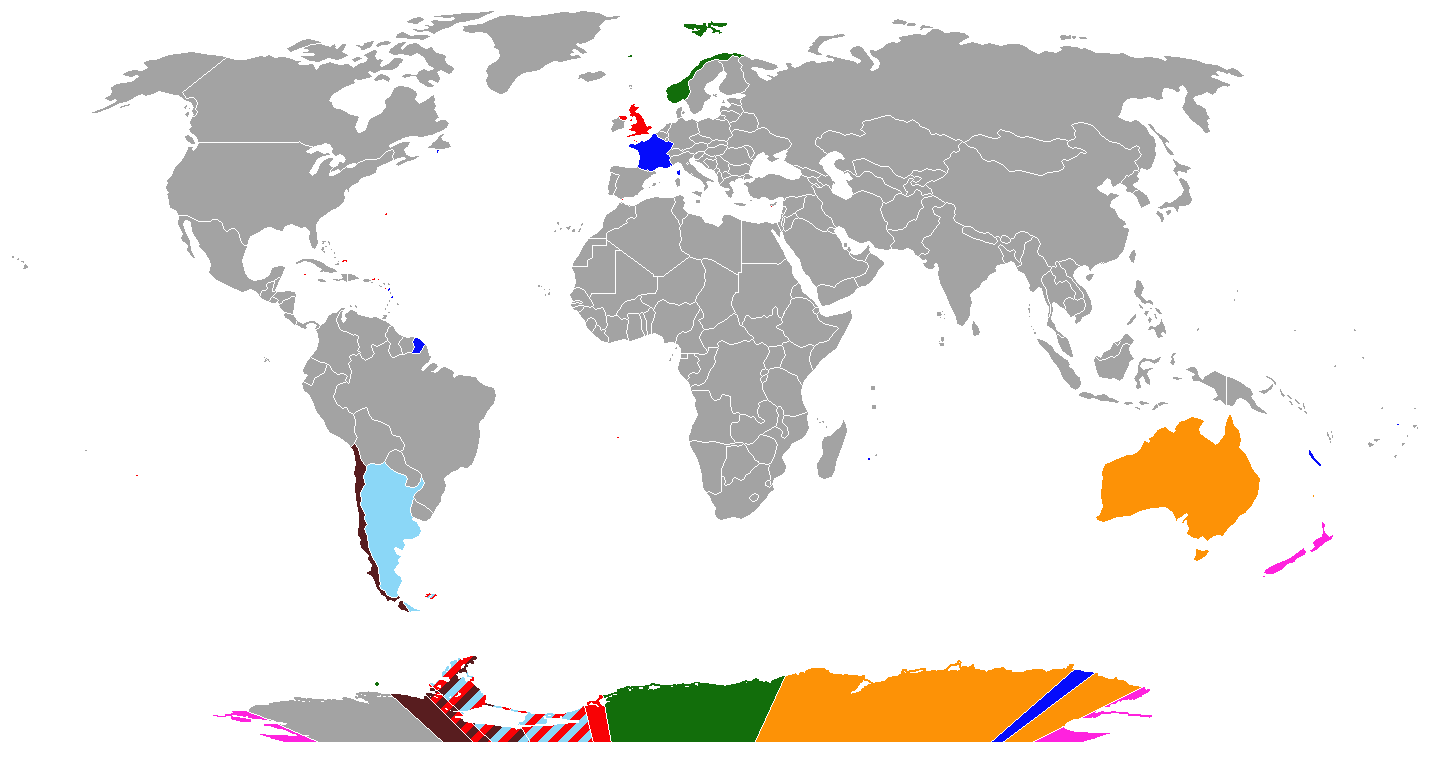
南极洲的领土主张地图。

## 对南极大陆的领土要求

### 官方宣稱位於南緯 60° 以南
| 领土名称 | 领土名称                                                                       | 领土声索国 | 声索时间 | 领土区域 | 领土区域 | 领土面积（km2） |
| -------- | ------------------------------------------------------------------------------ | ---------- | -------- | -------- | --- | --------------- |
|          | 阿根廷南極屬地（西班牙語：Antártida Argentina） （火地省的一部分）                                | 阿根廷     | 1904年   |          | 60°S 25°W / 60°S 25°W 至 60°S 74°W / 60°S 74°W                                                                                            | 1,461,597       |
|          | 澳大利亞南極領地（英語：Australian Antarctic Territory） （澳大利亚的海外领土）                              |            | 1933年   |          | 60°S 160°E / 60°S 160°E 至 60°0′S 142°2′E / 60.000°S 142.033°E 60°0′S 136°11′E / 60.000°S 136.183°E 至 60°0′S 44°38′E / 60.000°S 44.633°E | 5,896,500       |
|          | 智利南极领地（西班牙語：Territorio Antártico Chileno） （智利南极省的自治市，划归麦哲伦-智利南极大区管辖） | 智利       | 1940年   |          | 60°S 53°W / 60°S 53°W 至 60°S 90°W / 60°S 90°W                                                                                            | 450,000         |
|          | 阿黛利地（法語：Terre Adélie） （法属南部和南极领地的一部分）                              | 法國       | 1924年   |          | 60°0′S 142°2′E / 60.000°S 142.033°E 至 60°0′S 136°11′E / 60.000°S 136.183°E                                                               | 432,000         |
|          | 罗斯属地（英語：Ross Dependency） （新西兰的直辖领地）                                        | 新西兰     | 1923年   |          | 60°S 150°W / 60°S 150°W 至 60°S 160°E / 60°S 160°E                                                                                        | 453,998         |
|          | 彼得一世岛（挪威語：Peter I Øy） （挪威直属领地）                                        | 挪威       | 1929年   |          | 68°50′S 90°35′W / 68.833°S 90.583°W | 154             |
|          | 毛德皇后地（挪威語：Dronning Maud Land） （挪威直属领地）                                        | 挪威       | 1939年   |          | 60°0′S 44°38′E / 60.000°S 44.633°E 至 60°S 20°W / 60°S 20°W                                                                               | 2,700,000       |
|          | 英属南极领地（英語：British Antarctic Territory） （英國海外領土）                                        | 英国       | 1908年   |          | 60°S 20°W / 60°S 20°W 至 60°S 80°W / 60°S 80°W                                                                                            | 3,098,839       |
| 面积总和 | 面积总和                                                                       | 面积总和   | 面积总和 | 面积总和 | 面积总和 | 13,905,998      |

### 領土主張重疊
| 領土聲索國         | 重疊領土區域 |
| ------------------ | ------------ |
| 阿根廷, 英国       | 25°W–53°W    |
| 阿根廷, 智利, 英国 | 53°W–74°W    |
| 智利, 英国         | 74°W–80°W    |

此外，以下国家曾经对南极进行过主权要求：
- 納粹德國：东经20°至西经10°的南极地域，1939—1945宣称拥有主权，称为“新士瓦本地”（Neuschwabenland）。
- 日本：南緯80°05′西經156°37′的南極地域，1912—1952宣稱擁有主權，稱為“大和雪原”（Yamato Yukihara）。
- 巴西：1986年提出在南極指定「有興趣的區域」位於南纬60°, 西经28°至53°與此前英國和阿根廷主張區域有重合，但這不是正式領地聲請。
- 南非：曾在1963年提出非正式未经承认的主权要求，后于1994年撤消主權要求。
- ：1967年，厄瓜多尔宣布对以西经84°30'和西经95°30'为界的区域拥有权利，从而与智利和挪威对彼得一世岛的主张重叠。對南極洲部分地區的主權主張被寫入 2008 年厄瓜多爾憲法（第 4 條）[1]。
- 乌拉圭：自1973年以來，烏拉圭非正式地對格林威治子午線和西經25°之間的區域提出了主權要求，並自1977年起提議將該區域擴大到東經20°[2]。
- 秘魯：1976 年，利馬地理學會（西班牙语：Sociedad Geográfica de Lima）因為南極對抗理論（西班牙语：Teoría de la defrontación）曾提出西經75°40′至西經81°21′的區域的主權要求[3]。
- 伊朗：2013年3月，伊朗伊斯兰共和国武装部队总参谋长穆罕默德·巴蓋里表示，伊朗可以根據國際法根據緯度對南極部分地區主張主權。其主張將與澳大利亞的主張發生衝突[4]。

除了上述國家外另有 美国、 俄羅斯保留提出領土聲請的權利。

## 南冰洋岛屿
- 不包括南纬60度以南的岛屿。

### 澳大利亚
- 麦夸里岛（南太平洋）
- 赫德岛（南印度洋）

### 法国
- 凯尔盖朗群岛（南印度洋）
- 克罗泽群岛（Crozet Islands，南印度洋）

### 英国
- 福克兰群岛
- 南乔治亚岛（南大西洋）
- 南桑威奇群岛（South Sandwich Islands，南大西洋）

### 新西兰
- 坎贝尔岛（南太平洋）

### 挪威
- 布韦岛（南大西洋）

### 南非
- 爱德华王子群岛（南印度洋）